# Риц, Эдуард
Эдуард Теодор Людвиг Риц (нем. Eduard Theodor Ludwig Ritz; 17 октября 1802, Берлин — 23 января 1832) — немецкий скрипач. Сын альтиста Иоганна Фридриха Рица (1767—1828), старший брат композитора Юлиуса Рица.
Начал учиться музыке у своего отца, затем брал также уроки у Пьера Роде. Занимался теорией и композицией под руководством Карла Фридриха Цельтера, в том числе в Берлинской певческой академии, где Риц нередко пел теноровые партии. Дебютировал как солист в 1818 году, в 1819—1825 гг. играл в Берлинском придворном оркестре и со временем занял пост концертмейстера, но затем ввиду конфликта с капельмейстером Спонтини вышел в отставку. В 1819 году стал первым учителем скрипки 10-летнего Феликса Мендельсона; ученика и учителя связали дружеские отношения, продлившиеся до самой смерти Рица и отчасти унаследованные его младшим братом. Ранний скрипичный концерт Мендельсона ре минор (1822) посвящён Рицу, предполагается, что он же и исполнил его впервые, хотя достоверных сообщений об этом не осталось. В дальнейшем Мендельсон также посвятил Рицу несколько ансамблевых сочинений.
В 1826 году Риц стал основателем инструментального ансамбля Филармонического общества, ассоциированного с руководимой Цельтером Берлинской певческой академией. Этим коллективом он руководил до конца жизни — и, в частности, был концертмейстером в оркестровом составе, участвовавшем в исполнении Страстей по Матфею И. С. Баха 11 марта 1829 года: этот состоявшийся по инициативе Мендельсона концерт считается началом возрождения популярности баховской музыки.
Умер от туберкулёза.